# 布里奇頓 (緬因州普查規定居民點)
布里奇頓（英語：Bridgton）是位於美國緬因州坎伯蘭縣的一個普查規定居民點。

## 人口
根據2020年美國人口普查的數據，布里奇頓的面積為24.62平方千米，當中陸地面積為19.15平方千米，而水域面積為5.47平方千米。當地共有人口2118人，而人口密度為每平方千米86.03人。